# 霧の彫刻
霧の彫刻 （きりのちょうこく, 英: Fog Sculptures）は、芸術家の中谷芙二子による一連の作品。人工の霧を発生させる装置を使い、1970年から約50年にわたり世界各地で展示されている。中谷は「霧の彫刻家」や「霧のアーティスト」とも呼ばれており、本作品は中谷の代表的なシリーズとなった。
素材や体積などの固体としての存在感は、彫刻において重要な要素とされてきた。中谷は本シリーズによって、固有の物体ではなくプロセスや出来事としての彫刻を表現した。また、純水を素材とすることで、鑑賞者が作品そのものの中に入って体験できる。

## 背景

### 気象と芸術

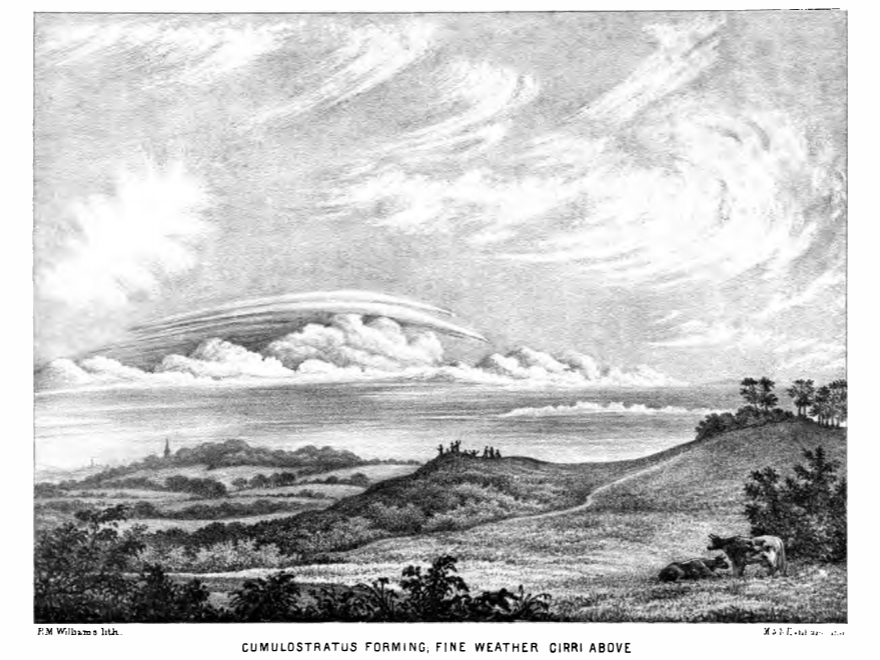
ルーク・ハワードの著書『雲の変化』の層積雲の挿絵。

ルネサンス以降の西洋絵画で遠近法が導入されると、雲や霧は空間の奥行きを示すものとして描かれるようになった。18世紀に気象学者のルーク・ハワードが雲の分類と体系化を行い、芸術における雲の描写は、水蒸気の生成変化として科学的に表現できるようになった。ハワードの理論は画家のジョン・コンスタブルに影響を与え、コンスタブルは雲についての習作を描いた。画家のターナーは、ロンドンの霧を初めて描いたともいわれ、自然現象としての霧と人工物である蒸気機関の霧が混じり合う『雨、蒸気、速度――グレート・ウェスタン鉄道』（1844年）などの作品を発表した。
中谷芙二子の父親である物理学者の中谷宇吉郎は、雪の結晶を研究して世界初の人工雪の制作に成功した。宇吉郎は、ウィルソン・ベントレーの『雪の結晶』という写真集がきっかけで雪の研究を始めたが、写真に撮られるような整った雪の結晶は自然環境においては少なく、変形した結晶が多いことに気づいた。宇吉郎は、美しいとされる結晶だけが写真に撮られ、人々に鑑賞されることを問題視した。そして、雪の結晶が形成されるプロセスをナカヤ・ダイヤグラムとして明らかにした。

### テクノロジーと芸術
1966年に、芸術家と科学者とのコラボレーション組織であるExperiments in Art and Technology（E.A.T.）が設立された。設立の中心人物になったビリー・クルーヴァーはスウェーデンからアメリカへ移住してエンジニアとして働いていたが、エンジニアの状況が退屈だとして不満をもっていた。クルーヴァーはニューヨーク近代美術館（MOMA）でジャン・ティンゲリーの作品『ニューヨーク讃歌』の展示を手伝ったのちに、テクノロジーと芸術の橋渡しとして、芸術家のロバート・ラウシェンバーグらとE.A.T.を設立した。E.A.T.は異なる組織に属するエンジニアや科学者が協力できるネットワークであり、芸術家の技術的問題を解決するために活動した。

### 作者
中谷の芸術活動は絵画から始まり、固定しているように見える絵画作品も、素材は時間とともに変質していくという点に注目した。1950年代から1960年代にかけて、腐敗するキャンパスや自然の物質崩壊プロセスなどの物質代謝を作品に取り込む試みをした。中谷は腐敗のプロセスを生きたプロセスの一つと考えて「土に還る絵」を描き、やがて常に変化する霧へと関心が移っていった。1964年に来日したロバート・ラウシェンバーグとデイヴィッド・チューダーと交流した中谷は、2人にクルーヴァーを紹介され、1966年に設立されたE.A.T.のメンバーになる。これが霧の彫刻を技術的に実現するきっかけとなった。
1960年代から1970年代は環境への関心が高まった時期であり、中谷は環境の概念を芸術作品の制作に活用した。中谷の関心は自然環境だけでなく、メディアの環境にも向けられており、こうした問題意識はメディア・アートの活動にもつながった。

## コンセプト

### 素材
霧は微小な水滴が集合し、輪郭をもって空気中をただよう現象を指す。水蒸気が飽和水蒸気圧を超えることで水滴に変化し、浮遊する。霧の発生には、放射冷却による放射霧、冷たい空気が暖かい水面に流れて生じる蒸気霧、暖かい空気が冷たい水面に流れて生じる移流霧などさまざまな種類がある。
中谷は霧を選んだ理由について、それらが敏感な媒体である点をあげている。霧はアーティストの考えを反映する素材ではなく、環境に敏感に反応し、見えるものを見えなくし、風のように見えないものを見えるようにすると述べている。また、霧や雲は自然の特性を物理的にあらわにする効果があり、人々が霧を通して自然に対して敏感になることを中谷は望んだ。

### 彫刻としての特徴
水滴の集合として現れる霧は、固有の形をとどめずに変化し続けるプロセスであり、固定した形を鑑賞しようとする者の認識には抵抗する。こうして霧の彫刻は記録ではなく、出来事として表現される。物質的な状態や振る舞いを意味するメディウムが、中谷の作品に共通する特徴であり、この特徴はメディア・アートなど中谷の他の芸術活動にも共通している。
霧の彫刻は、視覚だけでなく全感覚を通して環境を知覚するのを助け、知覚だけでなく動作にも影響を及ぼす。中谷は、霧の彫刻を最も気に入っている点として、自然条件の均衡そのものの現象であり、条件が少しでも変われば消えてしまう点にあるかもしれないと書いている。サンフランシスコ、ボストン、ロンドンなど霧で知られる地域での展示も多く、これには人工の霧を各地の霧と出会わせるイメージもある。
1980年代には、霧の彫刻の発表を中断した時期もあった。商業イベントで霧の演出を依頼されることが増えたため、消費文化の活動から距離をとるのが目的だった。霧の彫刻について、1996年に中谷は以下のように書いている。

## 技術
当初中谷は、自然における形態変化を起こす温度差を制作に用いることを考え、ドライアイスをヒーターで温めて雲を作って試した。また、雲を作る装置として、北海道大学の孫野長治に実験を依頼した。実験ではアンモニアガス、炭酸ガス、塩素ガスが使われたが、刺激臭や有毒成分を理由として採用はされなかった。
中谷は、初めて霧の彫刻を発表したペプシ館（後述）から、水で作り出す霧を採用している。ノズルから噴射する水を針に衝突させて粒に砕くという仕組みで、ノズルの口径は16ミクロン、噴射する水は70気圧で、針に衝突した水の粒は20から30ミクロンの大きさとなる。その水の粒が空気中に浮かぶことで霧と呼ばれる現象として感知される。水には純水を用いる。純水を選ぶ理由について、霧を外から見るだけではなく霧に入って体験して欲しいからと述べている。
霧の動きを制御するプログラムも用いられている。建築グループのdoubleNegatives Architecture（dNA）との共演では、dNAの市川創太がプログラムを担当した。気象センサーで風速、風向、気温、湿度などを計測し、ノズルの噴霧を制御した。ソフトウェアには仮想の庭を移動するターゲットが想定され、ターゲットがノズルに近づくと噴霧が始まるという仕組みになっていた。

## 主な作品

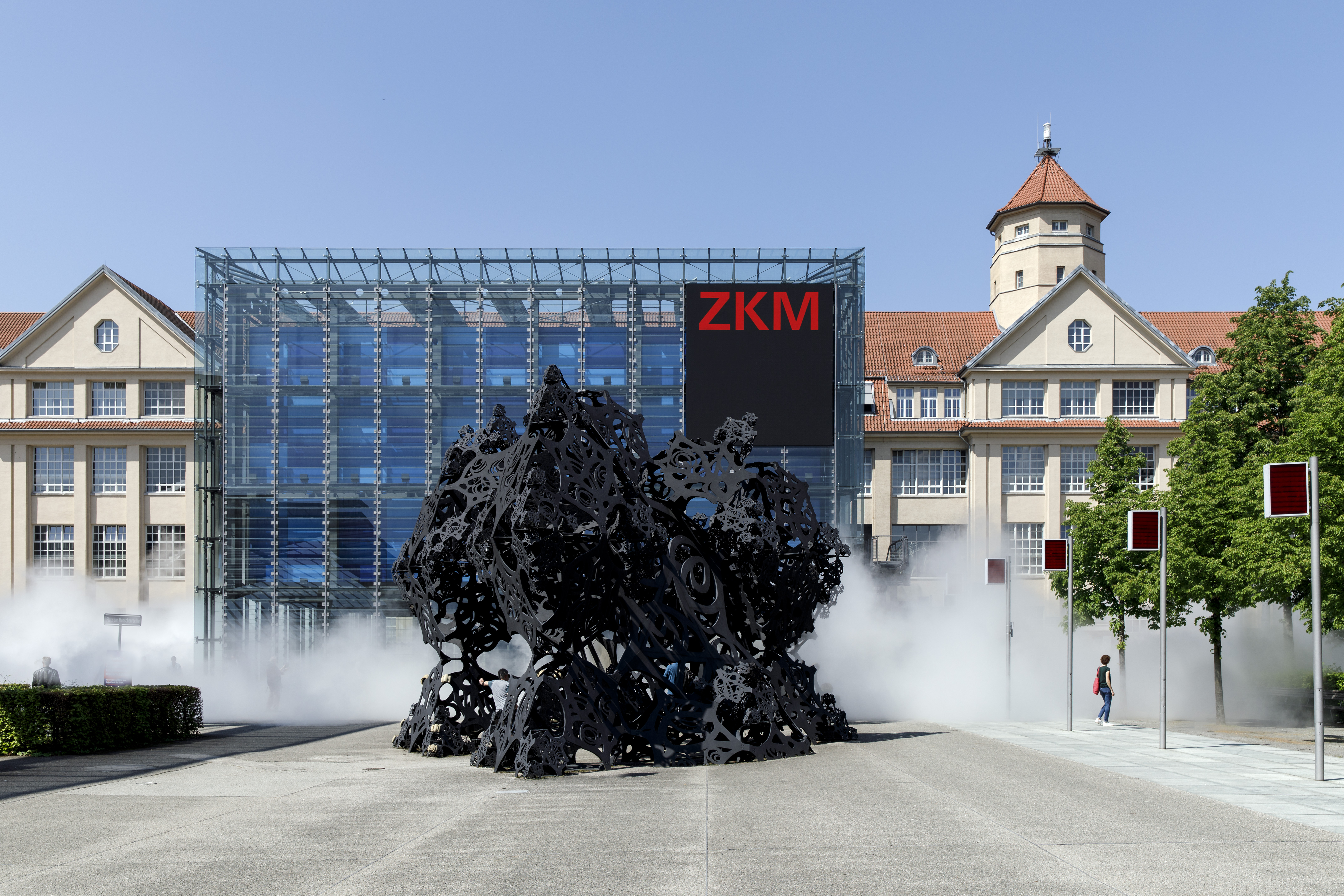
ドイツのカールスルーエ・アート・アンド・メディア・センター（ZKM）で展示した霧の彫刻『CLOUD WALK』。2019年
。

### パビリオン
ペプシ館（1970年）
霧の彫刻が初めて発表されたのは、1970年に開催された日本万国博覧会でE.A.T.が手がけたペプシ館だった。ペプシ館は「垣根なき世界」をテーマとして直径27メートルのミラードームを建設し、60名以上の芸術家や科学者が参加した。パビリオンを雲で覆うというアイデアが出ていることを中谷は知り、参加した。
ペプシ館のドームを霧で覆うため、薬品を使わず、人間が安全に中に入れるように水で作ることが検討された。中谷はメーカーや研究機関をあたって方法を調査し、果樹園の遅霜対策の噴霧装置の開発者であるトム・ミーをクルーヴァーに紹介された。それまでのミーの装置はアンモニアと塩素を使っており、ミーは中谷の依頼で水を使った噴霧装置を1969年に開発した。ミーの噴霧装置は、ピン・ジェット型ノズルによって粒径20から30ミクロンの霧を作ることに成功した。装置の霧を見た中谷は、その形状が人間には作り出せない造形だと考えた。ミーの装置を採用したペプシ館の霧の彫刻は、京都大学の光田寧と室田達郎による風洞実験もへて、万博で公開された。

### パフォーマンスとの共演
アイランド・アイ・アイランド・イア（I.E.I.E.）（1974年）
デイヴィッド・チューダーの発案により、島全体を1つの楽器として演奏する企画があり、中谷は霧の彫刻で参加した。チューダー、ジャクリーン・マティス、中谷、クルーヴァーの4名が島で3日間の調査を行った。自然の霧が発生した場合に霧に覆われるであろう場所を選んで発生させた。崖の上から霧を落としたり、地形の特徴を目立たせることも考えた。島には電気や水道がないため、噴霧装置の電力には酸素ボンベ、水は海水を用いた。テストは行われたが、企画そのものは実現はしなかった。
オパール・ループ（1980年、2002年）
アメリカでは、初の室内での霧の彫刻も発表された。ダンサーのトリシャ・ブラウンとの共作で、ブラウンのダンス・カンパニーの公演『オパール・ループ/霧』の舞台装置として霧が使われた。ノズルのオン・オフで霧の形・量・動きを制御した。2002年には、『オパール・ループ/霧』の動画をフォグ・スクリーンに投影したインスタレーションとして『オパール・ループ/雲』を発表した。
男鹿川 霧の彫刻（1980年）
栃木県の男鹿川沿いにある川治温泉で開催された秋祭りにて、「霧と音と光のフェスティバル」として展示された。ビル・ヴィオラが環境音を編集した音を流した。
ヨハン・ヨハンソンの世界（2007年）
「＜東京の夏＞音楽祭2007」で、アイスランドのミュージシャンであるヨハン・ヨハンソンが来日公演を行い、霧の彫刻と癒合したパフォーマンスが行われた。日本科学未来館を会場として、演奏の随所でステージが霧に包まれた
CLOUD FOREST（2010年）
山口情報芸術センター（YCAM）のインスタレーションでは、前庭の中央公園に装置が置かれ、ダムタイプのメンバーでもある高谷史郎が参加した。高谷によるデイヴィッド・チューダーへのオマージュとして、36台のスピーカーによる複雑な音響もあり、霧、光、音による表現をした。
ロンドンフォグ（2017年）、a・form（2017年）
ロンドンのテート・モダンで開催されたグループ展「BMW TATE LIVE EXHIBITION: TEN DAYS SIX NIGHTS」で発表された。新館であるスイッチ・ハウスの前に、800個のノズルを設置して噴霧した。ロンドンは「霧の都」のイメージで知られる一方、ロンドンスモッグ（1952年）の大気汚染のイメージもある。中谷は安心して楽しめる霧を作ることで、ネガティブな霧のイメージを払拭する意図があった。本作品は音響・照明・ダンスとの共作であり、霧の動きや濃度によって、坂本龍一による音響や高谷史郎による照明が変化し、霧の中で田中泯がパフォーマンスを行った。好評により、展示は2週間延長された。田中、坂本、高谷との共演は、オスロ新国立美術館で発表された『a・form』でも行われた。
ナイアガラ・リバーブ（2017年）
パリで開催された、ポンピドゥー・センターとIRCAMの40周年記念イベントで発表された。霧と電子音楽の共演となり、KTL、Alponom、マヌエル・ポレッティと共演した。
霧の街のクロノトープ（2020年）
新型コロナウイルスの影響のなか、2020年12月5日（土）から12月20日（日）にかけて、高谷史郎との共作展覧会『霧の街のクロノトープ』を開催した。高谷がフレームと照明を行い、中谷による霧の彫刻が設置された。会場には、戦前・戦後の混乱や差別、バブル期の地上げや都市開発の影響を受けつつも、多文化共生の文化を育んできた場所として東九条の北河原住宅跡地を選んだ。
会場は直方体のグリッド状に足場が組まれ、高さ約3.6メートルの上下にノズルが設置された。東西の短辺と南北の長辺でノズルの角度や間隔が異なり、東西から密度の濃い霧が噴霧され、南北の霧がそこに覆いかぶさるようになっている。霧の噴霧時間は1回4分間であり、噴霧するタイミングには東西南北でずれがある。ノズルの位置と時間のずれによって対流が起き、霧が動的な塊となるようにデザインされている。住宅街の空き地という生活に密接に関わる場所を会場とした点で、主に美術館や公園で展示されてきた『霧の彫刻』と異なる特徴をもっている。

### 景観
雲の泉（1980年）

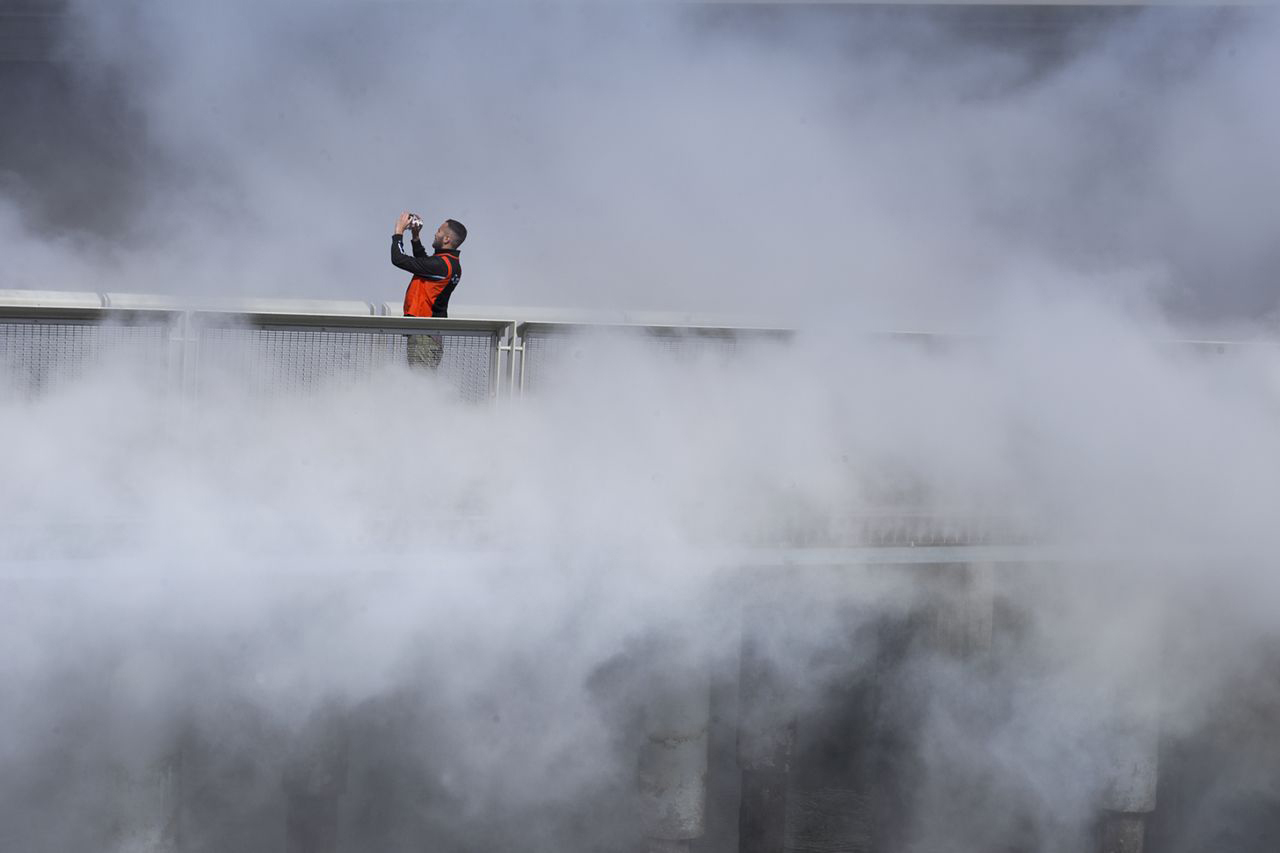
『フォッグ・ブリッジ』。サンフランシスコのエクスプロラトリアム。2013年

アメリカのナショナル・モールを会場とした『雲の泉』では、芝地の公園に直径10メートル、深さ4メートルのクレーター状の穴を掘り、穴の底に144個のノズルを環状に設置した。霧が穴の中に満ち、芝生の上に雲のように湧き上がった。
雨月物語 - 懸崖の滝（2008年）
横浜トリエンナーレの出品作品では、霧によって人工の滝を表現した。三渓園の旧東慶寺本堂の庭に噴霧装置、赤外線センサー、LEDを設置し、無風の時に霧が滝のように流れ、人が通ると竹藪のLEDが明滅する。霧の制御とプログラムはdNAの市川創太、照明デザインとプログラムは藤本隆行が行なった。市川は、2009年に東京日仏学院で開催された「MU : Mercurial Unfolding 偶成と展開」でも霧のプログラムを担当した。
Fog × FLO（2018年）
ボストンのエメラルド・ネックレス公園で、5つの霧の彫刻を発表した。この公園は、造園家・都市計画家のフレデリック・ロー・オルムステッドによる景観設計がされており、川、湖沼、広場、サイクリングロード、氷河時代の痕跡などがある。中谷は、6マイルの園内で特徴のある地点を選んで霧を発生させた。タイトルのFLOはオルムステッドのイニシャルであり、オマージュを込めている。音響はニール・レオナルド、照明は高谷史郎が行なった。

### 雪と氷との対話（2005年-2006年）
ラトビア自然史博物館で開催された「雪と氷との対話 芸術と科学における観察/想像展」では中谷が企画に参加し、雪をテーマにした美術作品、雪氷学やアイスコア研究の紹介、そして宇吉郎の活動に焦点をあてた内容となった。中谷はインスタレーションの『霧箱』を展示し、他の芸術家による宇吉郎へのオマージュ作品もあった。

### 個展「霧の抵抗」（2018年-2019年）
日本初の中谷の大規模個展は、2018年10月27日から2019年1月20日に水戸芸術館現代美術ギャラリーで開催された。霧の彫刻は、「崩壊シリーズ」と名付けられた作品が2点展示された。『シンコペーション』は、磯崎新が設計した水戸英術館の噴水に設置され、宙吊りの岩を覆うように霧が発生する。噴水は、日米安保闘争で機動隊が民衆に対して行なった放水をイメージして作られており、霧は放水への抵抗を表現している。夜間の照明は逢坂卓郎が行なった。『フーガ』は室内インスタレーションであり、室内をスクリーンで仕切り、片側に霧が立ち込める中でカラスの飛ぶ映像が流れる。やがてスクリーンが落とされて突然に室内に霧が満ち、カラスは飛び去ってゆく。2018年11月19日と10日に田中泯が場踊りを行なった。

### 常設
砂漠の霧微気象圏（1983年-）
シドニー・ビエンナーレでドメイン公園において発表した霧の彫刻『アーストーク』（1976年）は、子供や老人、犬も喜び、霧の中でたたずむ人や走る人などさまざまな反応があった。『アーストーク』はオーストラリア国立美術館（NGA）に買い上げられ、オープン企画として『砂漠の霧微気象圏』と改名して常設された。彫刻庭園にある砂地の1平方キロメートルに苗木を植え、霧の彫刻を設置して変化を見るという内容で、苗木は成長を続けて1990年代には茂みとなり、2000年代には森林へと変わっていった。この企画は、京都大学と光田寧の監修による科学とアートの共同プロジェクト「砂漠の成因・変化の記録」の模擬実験も兼ねていた。
霧の森（1992年）

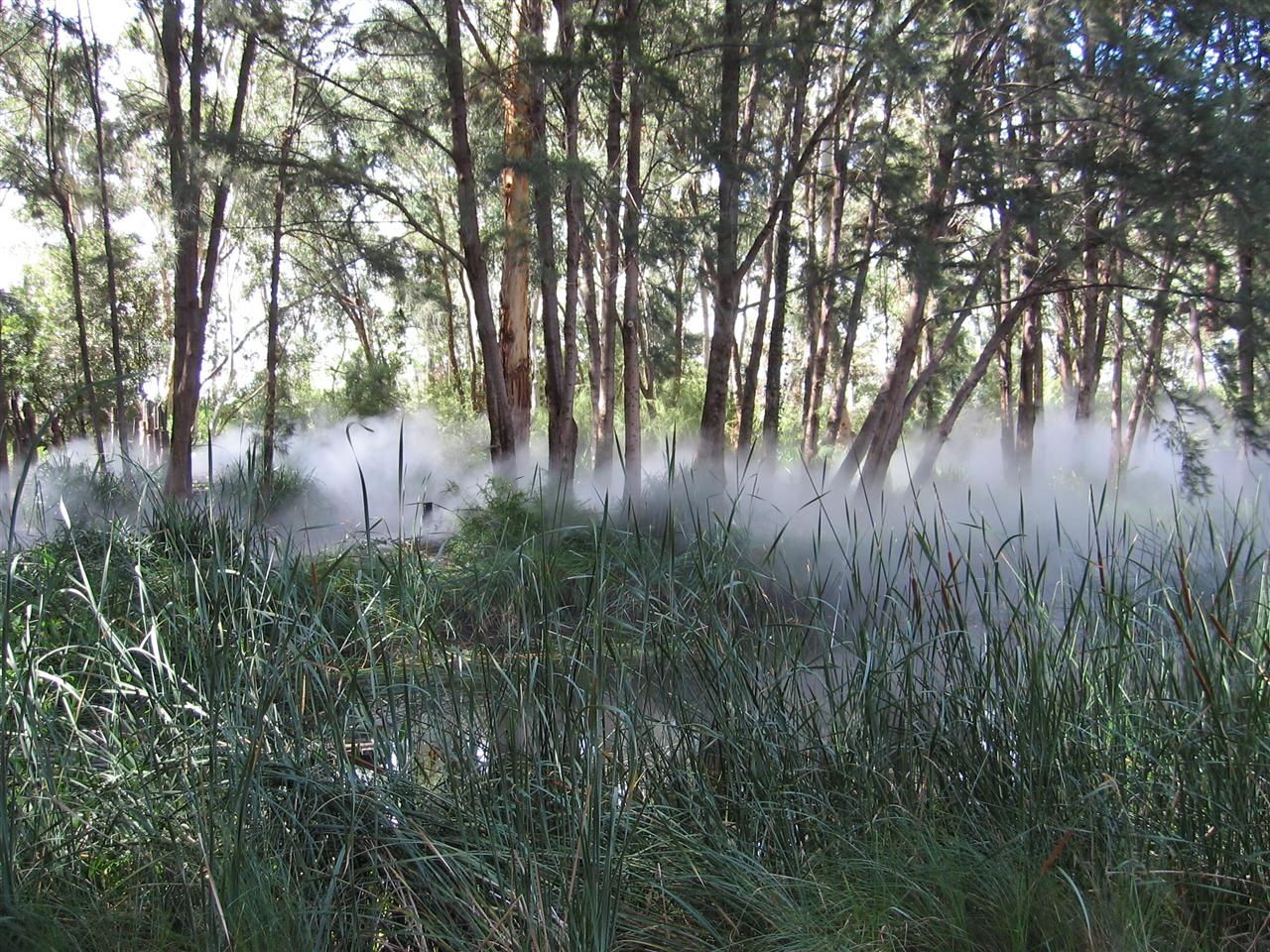
オーストラリア国立美術館（NGA）の霧の彫刻『砂漠の霧微気象圏』。1983年からの常設展示で、苗木が成長して森林となった。

東京都立川市の昭和記念公園の遊具として、建築家の北川原温とのコラボレーションで『霧の森』が制作された。「こどもの森」のエリアに『霧の池』や『霧の滝』が設置され、霧の中で遊べるようになっていた。子供は初めは怖がったものの、慣れて霧に出入りするようになったという。期間は3月から11月、霧の出る時間帯は10時から16時にかけて、00分と30分に15分間行われる。
グリーンランド氷河の原（1994年）
中谷宇吉郎を顕彰する施設である中谷宇吉郎雪の科学館の中庭に設置された。中谷は、父親の宇吉郎が晩年にアイスコアの研究をしたグリーンランドに行き、氷河モレーンの石を採取して記念館の庭に敷いた。約300個のノズルによって石の庭に霧が噴霧される。モレーンの石はチューレ空軍基地付近から約60トンが採取され、7億年前から27億年前のものとされる。グリーンランドの永久凍土にみられるポリゴン・フィールドと呼ばれる地形を再現し、風の吹く日には霧が舞い上がってブリザードのようになる。
F.O.G.（1998年）

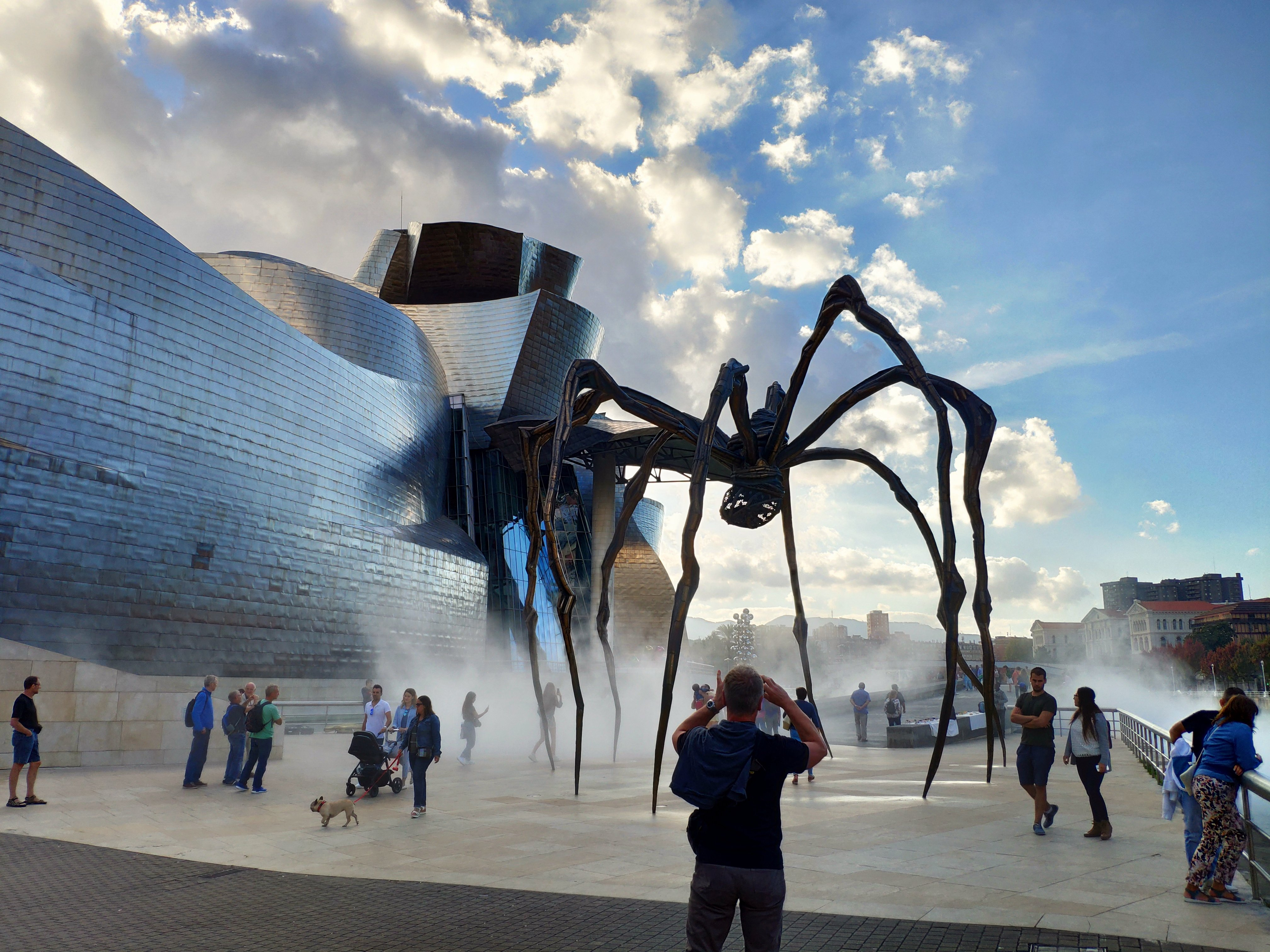
ビルバオ・グッゲンハイム美術館の霧の彫刻『F.O.G.』と、ルイーズ・ブルジョワの彫刻『ママン』。

1998年にビルバオ・グッゲンハイム美術館で、ロバート・ラウシェンバーグの回顧展が開催された。中谷はラウシェンバーグの提案により、オープニング・イベントのために霧の彫刻『F.O.G.』を制作した。作品名は、建築家のフランク・オーウェン・ゲーリーの頭文字から取られている。この作品はラウシェンバーグによって同館に寄贈され、常設展示となった。
フォグブリッジ（2013年）
サンフランシスコの科学館であるエクスプロラトリアムに展示された。館内の橋に800個以上のノズルを設置し、毎日10時、正午、14時、16時と木曜日の19時に噴霧される。カリフォルニア州の旱魃の影響により2014年は中断があったが、脱塩した海水を使うことで再開した。
長野県立美術館（2021年4月-）
長野県信濃美術館が長野県立美術館として2021年4月10日にリニューアルし、霧の彫刻が常設展示された。同館はランドスケープ・ミュージアムをコンセプトとし、中谷の作品は館内にある滝の上流から噴霧されている。噴霧は、毎日9時30分から1時間間隔で8回行われる。
Pokémon WONDER（2021年7月-）
よみうりランドの自然エリアを使ったイベント「Pokémon WONDER」（ポケモンワンダー）のコース内に霧の彫刻が常設された。4500平方メートルの敷地に自然素材で作られたポケモンが隠れており、参加者はポケモンを探すことが目的となる。中谷のコンセプトは、子供が霧に浸って五感を開放し、全感覚で霧と戯れることを通して、自然を子供たちに返すこととしている。

## 評価
『霧の森』（1992年）によって、中谷は1993年に吉田五十八賞の特別賞を受賞した。2017年には、霧を扱った彫刻の草分けとして、フランスの芸術文化勲章の最高位コマンドゥールを受賞した
。2018年には霧の彫刻やビデオ・アートの活動によって高松宮殿下記念世界文化賞を受賞した。2020年には、メディア・アートや霧の彫刻の活動により、文化庁長官表彰を受けた。

## 主な常設展示
- 『砂漠の霧微気象圏』オーストラリア国立美術館・彫刻庭園、キャンベラ、1983年[65]
- 『霧の森、国営昭和記念公園』昭和記念公園、立川市、1992年[78]
- 『グリーンランド氷河の原』中谷宇吉郎雪の科学館、加賀市、1994年[67]
- 『F.O.G.』ビルバオ・グッゲンハイム美術館、ビルバオ、1998年
- 『フォグブリッジ』エクスプロラトリアム、サンフランシスコ、2013年[70]
- 『SEA FOG』大阪北口広場（通称:うめきた広場）、大阪市、2013年
- 『NAGI 凪』品川シーズンテラス、港区、2015年[79]
- 『霧の彫刻』長野県立美術館、長野市、2021年[73]